# Kiss cam

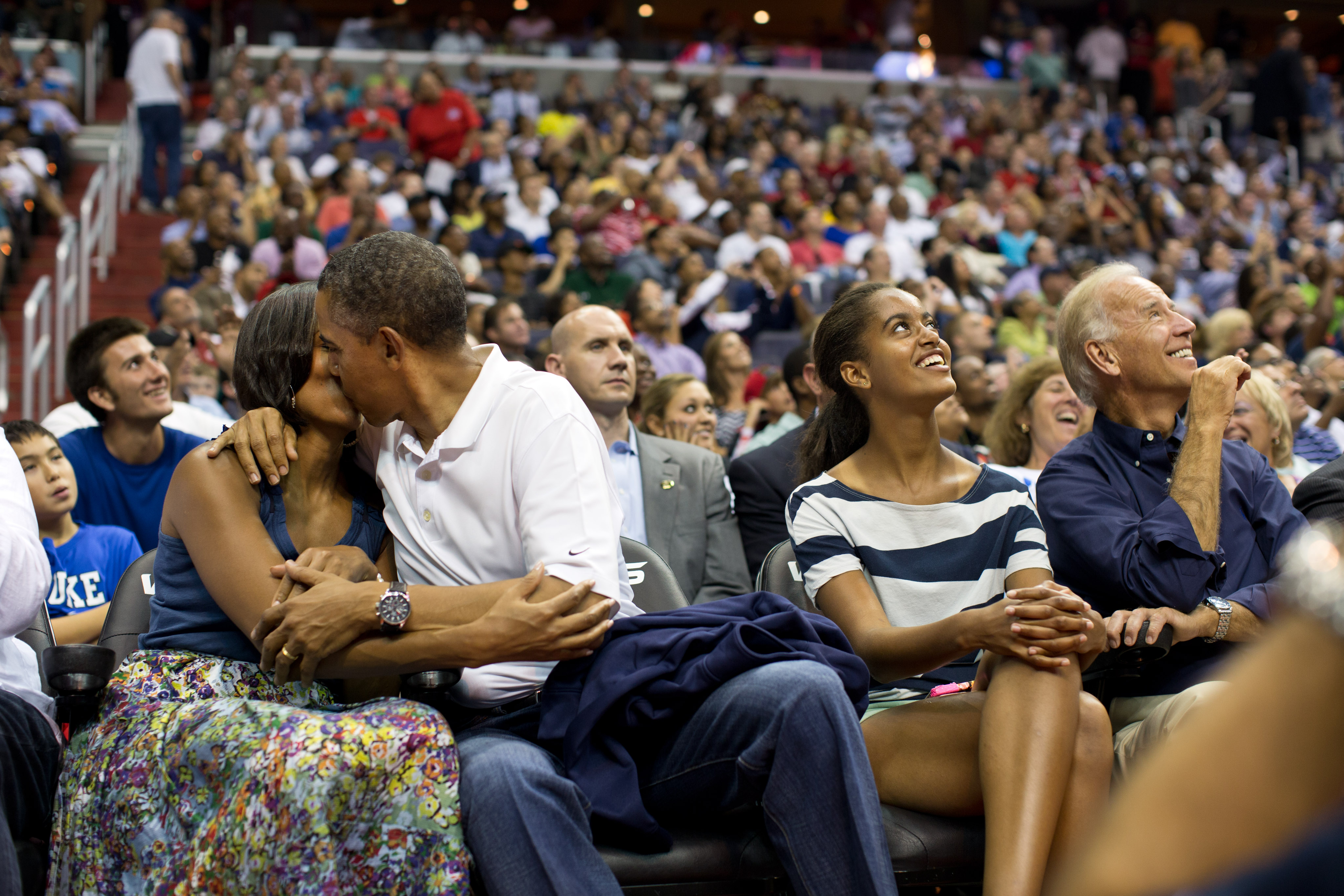
Il presidente americano Barack Obama e sua moglie Michelle ripresi da una kiss cam (2012)

La kiss cam, abbreviazione di kiss camera, è una telecamera che, nel corso di eventi sportivi o musicali, riprende delle coppie, trasmettendone la loro immagine in diretta su un grande schermo e invitandole a baciarsi. La kiss cam può riprendere più coppie di persone nel corso di un evento; a volte viene richiesto alle persone coinvolte anche di ballare o intrattenere il pubblico in altro modo.

## Storia
La kiss cam nacque negli anni ottanta del Novecento per intrattenere il pubblico durante gli intervalli che avvenivano nel corso delle partite di baseball e sfruttando le potenzialità degli allora nuovi maxi schermi degli impianti sportivi. Nell'arco di poco tempo, la convenzione si diffuse in tutto il Nord America; oggigiorno viene anche messa in pratica in Europa, sebbene meno frequentemente.
Nel corso di vari eventi, delle kiss cam hanno anche ripreso delle coppie di celebrità, come Barack Obama e Michelle Obama, Jennifer Lopez e Alexander Rodriguez, Selena Gomez e Justin Bieber tra i molti.

## Accoglienza
La kiss cam ha ottenuto giudizi misti. Sebbene molti ne apprezzino il lato ludico e spontaneo, altri affermano che potrebbe mettere in soggezione i soggetti coinvolti, mettendone talvolta a rischio i sentimenti. Business Insider afferma che «con l'avanzare della tecnologia, si è anche evoluto il modo in cui essa (la kiss cam) viene messa in pratica. I personali delle arene hanno iniziato a orchestrare delle "messe in scena" (...) per divertire il pubblico».